# Simon Sermon
Simon Sermon (ur. 4 stycznia 1974) – profesjonalny amerykański wrestler pochodzenia brytyjskiego.
Debiutował na początku 2000 roku. Występował w: National Wrestling Alliance (NWA), AWN oraz NAWA. Jest m.in. zdobywcą tytułów AWN World Heavyweight Championship i AWN Tag Team Championship. Jest jednym z bohaterów film dokumentalnego Changing Perceptions: Profile of an Openly Gay Pro Wrestler.
Pochodzi z Manchesteru w Anglii. Jest otwarcie zdeklarowanym gejem.